# Vámpírunk, a gyerekcsősz (televíziós sorozat)
A Vámpírunk, a gyerekcsősz (eredeti cím: My Babysitter's a Vampire) 2011-ben bemutatott kanadai televíziós sorozat.

## Cselekmény
A 14 éves Ethant szülei alkalmatlannak tartják arra, hogy vigyázzon kishúgára, Jane-re, mivel legutóbb ő inkább legjobb barátjával idétlenkedett. Ezért szülei úgy döntenek, bébiszittert fogadnak fel a testvérek mellé. Azonban senki nem tudja, hogy a 17 éves Sarah valójában egy fiatal vámpír. 
Amikor Ethan és Benny felfedezik Sarah titkát, ő segítséget kér tőlük vámpír exbarátja megállításához.

## Szereplők
| Szerep          | Színész          | Magyar hang       |
| --------------- | ---------------- | ----------------- |
| Ethan, látnok   | Matthew Knight   | Szalay Csongor    |
| Benny, varázsló | Atticus Mitchell | Ungvári Gergő     |
| Sarah, vámpír   | Vanessa Morgan   | Andrádi Zsanett   |
| Erica, vámpír   | Kate Todd        | Sipos Eszter Anna |
| Rory, vámpír    | Cameron Kennedy  | Timon Barna       |